# GxP
GxPはGood x practice（適正 x 基準、優良 x 規範）の略で、安全性や信頼性を確保することを目的に政府等の公的機関で制定する基準を表す言葉の略称である。特に製薬産業関係のものが多い。日本で発出された省令等を以下に示す。
- GCP - Good Clinical Practice - 「医薬品の臨床試験の実施の基準に関する省令」（平成9年3月27日厚生省令第28号）
- GLP - Good Laboratory Practice - 「医薬品の安全性に関する非臨床試験の実施の基準に関する省令」（平成9年3月26日厚生省令第21号）
- GMP（英語版） - Good Manufacturing Practice - 「医薬品及び医薬部外品の製造管理及び品質管理の基準に関する省令」（平成16年12月24日厚生労働省令第179号）
- GQP - Good Quality Practice - 「医薬品、医薬部外品、化粧品及び医療機器の品質管理の基準に関する省令」（平成16年9月22日厚生労働省令第136号）
- GPSP - Good Post-marketing Study Practice - 「医薬品の製造販売後の調査及び試験の実施の基準に関する省令」（平成16年12月20日厚生労働省令第171号）
- GVP - Good Vigilance Practice - 「医薬品、医薬部外品、化粧品及び医療機器の製造販売後安全管理の基準に関する省令」（平成16年9月22日厚生労働省令第135号）
- GPMSP - Good Post-Marketing Surveillance Practice - 「医薬品の市販後調査の基準に関する省令」（平成9年3月10日厚生省令第10号）:2002年の薬事法改正によってGVPとGPSPに分離された
- GDP - Good Distribution Practice - 医薬品の適正流通（ＧＤＰ）ガイドライン
- GCLP - Good Clinical Laboratory Practice - 臨床試験検体を扱う臨床検査室の業務実施基準：2009年に世界保健機構（WHO）によって出版された。